# James Hayden Tufts
James Hayden Tufts (* 9. Juli 1862 in Monson (Massachusetts); † 5. August 1942 in Berkeley) war ein US-amerikanischer Philosoph und Professor an der Universität Chicago.

## Leben
Tufts graduierte 1884 am Amherst College und bekam den Bachelor an der Yale University 1889, den M.A. am Amherst College 1890, den Ph.D. an der Universität Freiburg bei Alois Riehl 1892. Von 1889 bis 1891 war er unter John Dewey Lehrer für Philosophie an der University of Michigan, dann wechselte er nach Chicago. Mit Dewey und George Herbert Mead vertrat er die Richtung des Pragmatismus an der Universität Chicago, wo er lange der Abteilung für Philosophie vorstand. 1904 wurde er Deweys Nachfolger auf dessen Lehrstuhl für Philosophie in Chicago, 1930 trat er aus Protest gegen den Präsidenten Robert Maynard Hutchins zurück, der dem Pragmatismus ein Ende bereitete.
Gemeinsam mit Dewey schrieb er 1908 Ethics. Moral beruhe auf einem (demokratischen) Prozess ohne feste Prinzipien, in dem sich bessere Lösungen herausstellten. 1917 schrieb er über die Prinzipien der amerikanischen Demokratie, die Gleichheit (equality) und Selbstbestimmung (self-government). Demokratie gewähre die beste Regierung und vermindere Aggressionskriege. Notwendig seien Erziehung und Bildung.
Tufts glaubte an ein Konzept von gegenseitiger Beeinflussung, im Gegensatz zum Idealismus und Marxismus.
Tufts gehörte auch zum Board of Arbitration und war Vorsitzender eines Komitees der Sozialstationen in Chicago.

## Schriften
- The Sources and Development of Kant's Teleology, Diss. Freiburg i. Br. 1892
- Our Democracy. Its Origins and its Tasks, New York 1917
- The Ethics of Cooperation, Boston 1918
- Creative Intelligence; Essays in the Pragmatic Attitude (1923), ND 2013, ISBN 978-1289816001
- America's Social Morality (1933)